# Timok
Timok je rijeka u Istočnoj Srbiji i Bugarskoj. Zapravo, Timok je skup rijeka s istim imenom i različitim pridjevom ispred (Crni Timok, Bijeli Timok, Svrljiški Timok, Trgoviški Timok). Od izvora Timoka (Svrljiškog Timoka) do ušća (Velikog Timoka) u Dunav ima 203 km. Rijeka teče kroz Srbiju, a posljednjih 15 km predstavlja granicu Srbije i Bugarske. Ušće se nalazi na nadmorskoj visini od 28 m, što predstavlja i najnižu točku u Srbiji. Timok je dio Crnomorskog sliva s protokom od 24 m³/s, a može dosegnuti i 40 m³/s.
Timok je dao ime oblasti kroz koju protječe (Timočka krajina), buni protiv Milana Obrenovića 1883. godine (Timočka buna), jednom slavenskom plemenu koje se tu nastanilo u 6. stoljeću (Timočani) i jednom tračkom plemenu iz antičkog doba (Timahi).

## Ekonomija i zagađenost
Kod sela Čokonjar u Istočnoj Srbiji između 1947. i 1951. godine izgrađena je hidrocentrala Sokolovica. Cjelokupan hidroenergetski potencijal nije iskorišten.
Posljednjih desetljeća rijeka je znatno zagađivana otpadnim vodama iz Borskog bazena, što je kao posljedicu izazvalo zagađenje Dunava olovom, bakrom i kadmijem.
Kroz dolinu rijeke prolazi magistralni put i pruga Niš-Prahovo.